# 2007-es Dakar-rali
A 2007-es Dakar-rali január 6-án rajtolt Lisszabonból, és január 21-én ért véget Dakar városában. A 29. alkalommal megrendezett versenyen 250 motoros 187 autós és 88 kamionos egység indult.

## Útvonal
A verseny, mint eddig legtöbbször ismét Európából indult, ezúttal Lisszabon városából. A harmadik napon már Afrikában hajtott a mezőny. A Marokkói kősivatagok után, Mauritánia homokdűnéi következtek. Az áhított cél előtt a versenyzőknek még meg kellett küzdeniük Mali szűk, fákkal, legelőkkel, kis városkákkal tarkított utaival. A mezőny 15 napnyi küzdelem után érte el Dakar városát.

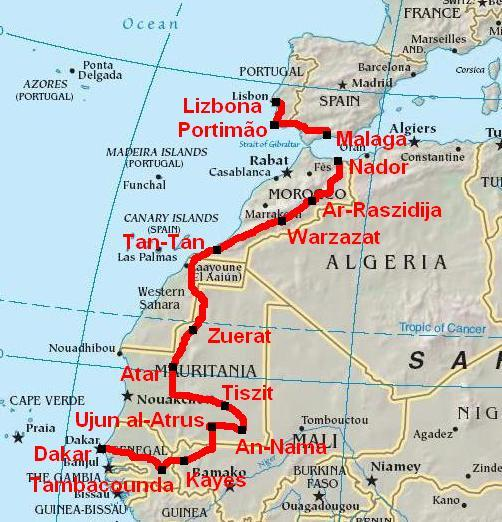
A 2007-es útvonal

| Szakasz | Dátum      | Honnan                         | Hová                           | Összekötő                      | Gyorsasági                     | Összekötő                      | Totál                          |
| ------- | ---------- | ------------------------------ | ------------------------------ | ------------------------------ | ------------------------------ | ------------------------------ | ------------------------------ |
| 1       | január 6.  | Lisszabon                      | Portimão                       | 115 km                         | 117 km                         | 232 km                         | 464 km                         |
| 2       | január 7.  | Portimão                       | Málaga                         | 15 km                          | 67 km                          | 463 km                         | 545 km                         |
| 3       | január 8.  | Nador                          | Er Rachidia                    | 205 km                         | 252 km                         | 191 km                         | 648 km                         |
| 4       | január 9.  | Er Rachidia                    | Ouarzazate                     | 96 km                          | 405 km                         | 178 km                         | 679 km                         |
| 5       | január 10. | Ouarzazate                     | Tan-Tan                        | 164 km                         | 325 km                         | 279 km                         | 768 km                         |
| 6       | január 11. | Tan-Tan                        | Zouérat                        | 414 km                         | 394 km                         | 9 km                           | 817 km                         |
| 7       | január 12. | Zouérat                        | Atar                           | 4 km                           | 542 km                         | 34 km                          | 580 km                         |
|         | január 13. | Pihenő nap Atârban, Mauritánia | Pihenő nap Atârban, Mauritánia | Pihenő nap Atârban, Mauritánia | Pihenő nap Atârban, Mauritánia | Pihenő nap Atârban, Mauritánia | Pihenő nap Atârban, Mauritánia |
| 8       | január 14. | Atar                           | Tichit                         | 35 km                          | 589 km                         | 2 km                           | 626 km                         |
| 9       | január 15. | Tichit                         | Néma                           | -                              | 494 km                         | 3 km                           | 497 km                         |
| 10      | január 16. | Néma                           | Néma                           | 10 km                          | 366 km                         | 24 km                          | 400 km                         |
| 11      | január 17. | Néma                           | Ayoun el Atrous                | 280 km                         | -                              | -                              | 280 km                         |
| 12      | január 18. | Ayoun el Atrous                | Kayes                          | 110 km                         | 257 km                         | 117 km                         | 484 km                         |
| 13      | január 19. | Kayes                          | Tambacounda                    | 180 km                         | 260 km                         | 18 km                          | 458 km                         |
| 14      | január 20. | Tambacounda                    | Dakar                          | 124 km                         | 225 km                         | 227 km                         | 576 km                         |
| 15      | január 21. | Dakar                          | Dakar                          | 36 km                          | 16 km                          | 41 km                          | 93 km                          |

## Végeredmény
A versenyt összesen 132 motoros (52,8%-a az indultaknak), 109 autó (58,3%) és 60 kamion (68,2%) fejezte be.

### Motor
|    | #   | Versenyző               | Motor           | Idő      |
| -- | --- | ----------------------- | --------------- | -------- |
| 1  | 002 | Cyril Despres           | KTM 690 Rally   | 51:36:53 |
| 2  | 008 | David Casteu            | KTM 690 Rally   | 52:11:12 |
| 3  | 009 | Chris Blais             | KTM 660 Rally   | 52:28:59 |
| 4  | 006 | Pal Anders Ullevalseter | KTM 660 Rally   | 53:14:50 |
| 5  | 010 | Helder Rodrigues        | Yamaha 450 WRF  | 54:07:34 |
| 6  | 023 | Janis Vinters           | KTM 660 Rally   | 54:21:14 |
| 7  | 020 | Michel Marchini         | Yamaha 450 WRF  | 54:37:20 |
| 8  | 085 | Thierry Bethys          | Honda 450 CRF X | 55:03:26 |
| 9  | 103 | Jaroslav Katriňák       | KTM 660 Rally   | 55:17:03 |
| 10 | 016 | Jacek Czachor           | KTM 660 Rally   | 56:00:57 |
| 20 | 102 | Kátai Péter             | KTM 660 Rally   | 60:37:25 |

### Autó
|    | #   | Versenyző            | Navigátor         | Autó                      | Idő      |
| -- | --- | -------------------- | ----------------- | ------------------------- | -------- |
| 1  | 302 | Stéphane Peterhansel | Jean-Paul Cottret | Mitsubishi Pajero         | 45:53:37 |
| 2  | 300 | Luc Alphand          | Gilles Picard     | Mitsubishi Pajero         | 46:01:03 |
| 3  | 310 | Jean-Louis Schlesser | Arnaud Debron     | Schlesser-Ford            | 47:27:34 |
| 4  | 305 | Mark Miller          | Ralph Pitchford   | Volkswagen Race Touareg 2 | 48:03:53 |
| 5  | 306 | Maszuoka Hirosi      | Pascal Maimon     | Mitsubishi Pajero         | 48:38:08 |
| 6  | 309 | Nászer el-Attija     | Alain Guehennec   | BMW X3                    | 49:25:36 |
| 7  | 313 | Carlos Sousa         | Andreas Schulz    | Volkswagen Touareg 2      | 51:04:31 |
| 8  | 320 | Robby Gordon         | Andy Grider       | Hummer H3                 | 52:57:44 |
| 9  | 303 | Carlos Sainz         | Michel Perin      | Volkswagen Race Touareg 2 | 53:19:22 |
| 10 | 318 | Stephane Henrard     | Brigitte Becue    | Volkswagen Buggy          | 54:22:06 |
| 27 | 333 | Palik László         | Darázsi Gábor     | Nissan PICK UP            | 60:32:52 |
| 35 | 338 | Szalay Balázs        | Bunkoczi László   | Opel Antara               | 60:32:52 |

### Kamion
|    | #   | Versenyző          | Navigátorok                          | Kamion               | Idő      |
| -- | --- | ------------------ | ------------------------------------ | -------------------- | -------- |
| 1  | 501 | Hans Stacey        | Charly Gotlib Bernard der Kinderen   | MAN TGA              | 54:03:05 |
| 2  | 527 | Ilgizar Mardeev    | Aydar Belyaev Eduard Nikolaev        | Kamaz 4911           | 57:13:57 |
| 3  | 512 | Aleš Loprais       | Petr Gilar                           | Tatra T815           | 58:48:35 |
| 4  | 513 | Wulfert van Ginkel | Willem Tijsterman Richard de Rooy    | GINAF X 2222         | 58:54:15 |
| 5  | 503 | Andre de Azevedo   | Maykel Justo Jaromír Martinec        | Tatra T815           | 59:19:02 |
| 6  | 508 | Philippe Jacquot   | Willy Alcaraz Toon van Genugten      | MAN                  | 60:03:32 |
| 7  | 505 | Sergey Reshetnikov | Andrey Mokeev Eduard Kupriyanov      | Kamaz 4911           | 61:50:47 |
| 8  | 530 | Arjan Brouwer      | Simon Koetsier Gerard van Veenendaal | GINAF X 2222         | 62:30:31 |
| 9  | 507 | Teruhito Sugawara  | Seiichi Suzuki Akira Koishizawa      | Hino Ranger - Pro FT | 65:05:47 |
| 10 | 516 | Franz Echter       | Detlef Ruf Edwin van Dooren          | MAN TGA              | 65:13:08 |
| 17 | 564 | Darázsi Zsolt      | Laklóth Aladár Szalai Norbert        | MAN                  | 71:34:56 |
| 19 | 521 | Szobi Balázs       | Éder Atilla Jobbágy Ákos             | MAN                  | 71:34:56 |
| 27 | 561 | Szaller Zoltán     | Pocsik László Fasko Pavel            | MAN                  | 77:47:25 |